# Adolf Marschall von Bieberstein
Le baron Adolf Hermann Marschall von Bieberstein (né le 12 octobre 1842 à Karlsruhe - mort le 24 septembre 1912 à Badenweiler) est un homme politique et un diplomate allemand.

## Biographie

### Famille
La famille d'Adolf Marschall von Bieberstein vient du margraviat de Meißen. Ses parents sont le baron August Friedrich Marschall von Bieberstein (de), juriste badois et juge (1804–1888), et la baronne, née Ida von Falkenstein (1810–1857). Le grand-père d'Adolf, Karl Wilhelm Marschall von Bieberstein (de), est ministre de l'Intérieur de Bade, tout comme son oncle Adolf Ludwig Marschall von Bieberstein (de). Son cousin qui porte le même nom (de) que lui est ministre des Affaires étrangères de Bade de 1905 à 1911.

### Études
Adolf Marschall von Bieberstein étudie le droit de 1861 à 1865 à l'université de Fribourg puis à Heidelberg où il fait partie du Corps Suevia. Après ses études, il fait un stage de droit de 1865 à 1867 puis est Referendar de 1867 à 1871. En 1871, il obtient un poste de juge au tribunal d'instance de Schwetzingen et la même année, il est procureur à Mosbach. En 1879, il est Landgerichtsrat puis premier procureur en 1882 à Mannheim.

### Carrière politique
Le baron Marschall von Bieberstein commence sa carrière politique en 1875 comme député à la Chambre des états de Bade où il siège jusqu'en 1883. De 1878 à 1881, il est député au Reichstag pour le compte du parti conservateur. Il soutient tout d'abord la politique d'Otto von Bismarck mais change de position en 1879 lorsque le chancelier se tourne vers les conservateurs. De 1883 à 1890, il est l'envoyé de Bade à Berlin et participe à la chute de Bismarck. C'est un habitué du salon diplomatique et politique de la princesse Radziwill, née Castellane.
Dans le cabinet Caprivi, il obtient le poste de ministre des Affaires étrangères qu'il conserve pendant un temps par la suite sous la gouvernance de Chlodwig zu Hohenlohe-Schillingsfürst. Il soutient la politique de conciliation de Caprivi en signant des traités commerciaux. Il cherche également à se rapprocher de la Grande-Bretagne mais met ce rapprochement en danger lorsqu'il rédige la dépêche Krüger pour l'empereur. Ses relations avec Guillaume II se détériorent, ce dernier voulant exercer une influence personnelle plus importante sur la politique étrangère. En juillet 1897, Marschall von Bieberstein est renvoyé de son poste et est envoyé comme ambassadeur d'Allemagne au consulat général d'Istanbul. Bieberstein aspire à développer et renforcer la collaboration économique entre l'Allemagne et l'empire ottoman. Le train de Bagdad joue alors un rôle primordial. Grâce aux efforts de Bieberstein, un consortium majoritairement allemand obtient en effet la concession d'exploitation. Lors de la Seconde conférence internationale de la paix à la Haye en 1907, Bieberstein est le représentant de l'Allemagne. Peu de temps avant sa mort, il est nommé ambassadeur à Londres en 1912. On lui donne alors pour mission de faire prendre un nouveau tournant aux relations tendues entre les deux pays.
Il meurt le 24 septembre 1912, peu de temps après sa prise de fonction qui a lieu le 18 juin.